# Alexander Jallow
Alexander Jallow, född 3 mars 1998, är en svensk fotbollsspelare som spelar för Brescia i Serie B. 

## Karriär
Jallows moderklubb är Avesta AIK. Han spelade 32 matcher och gjorde två mål för klubben i Division 3 under 2013 och 2014.
Den 23 december 2014 skrev Jallow på ett flerårskontrakt med IK Brage. Under våren 2015 lånades han tillbaka till Avesta AIK.
Den 4 november 2016 värvades Jallow av Jönköpings Södra, där han skrev på ett fyraårskontrakt. Jallow gjorde allsvensk debut den 16 september 2017 i en 1–1-match mot IFK Göteborg.
Den 2 januari 2020 värvades Jallow av IFK Göteborg, där han skrev på ett fyraårskontrakt.
I december 2021 blev han uttagen till Svenska landslagets Januariturné, som skulle spelas i Portugal. Turnén blev senare inställd. Den 26 augusti 2022 värvades Jallow av italienska Serie B-klubben Brescia.